# Mátape
Villa Pesquería är en ort i Mexiko.   Den ligger i kommunen Villa Pesqueira och delstaten Sonora, i den nordvästra delen av landet, 1 500 km nordväst om huvudstaden Mexico City. Villa Pesquería ligger 740 meter över havet och antalet invånare är 1 254.
Terrängen runt Villa Pesquería är platt åt nordväst, men åt sydost är den kuperad.  Trakten runt Villa Pesquería är nära nog obefolkad, med mindre än två invånare per kvadratkilometer. Det finns inga andra samhällen i närheten. I omgivningarna runt Villa Pesquería växer huvudsakligen savannskog.